# Jon Lizotte
Jon Lizotte, född 10 november 1994, är en amerikansk professionell ishockeyback som är kontrakterad till Minnesota Wild i National Hockey League (NHL) och spelar för Iowa Wild i American Hockey League (AHL)
Han har tidigare spelat för Wilkes-Barre/Scranton Penguins i AHL; St. Cloud State Huskies i National Collegiate Athletic Association (NCAA) samt Minot Minotauros i North American Hockey League (NAHL).
Lizotte blev aldrig NHL-draftad.

## Statistik
| 2009–2010   | Red River Roughriders          |             | 22  | 3  | 7  | 10 | 28 | —  | — | — | — | — |
| 2010–2011   | Red River Roughriders          |             | 26  | 7  | 17 | 24 | 30 | —  | — | — | — | — |
| 2011–2012   | Red River Roughriders          |             | 26  | 9  | 27 | 36 | 18 | —  | — | — | — | — |
|             | Team Sanford Power             |             | 18  | 0  | 1  | 1  | 16 | 3  | 0 | 0 | 0 | 2 |
| 2012–2013   | Red River Roughriders          |             | 27  | 13 | 29 | 42 | 23 | —  | — | — | — | — |
|             | Team Sanford Power             |             | 9   | 1  | 6  | 7  | 0  | —  | — | — | — | — |
| 2013–2014   | Minot Minotauros               | NAHL        | 58  | 10 | 15 | 25 | 26 | 4  | 1 | 1 | 2 | — |
| 2014–2015   | Minot Minotauros               | NAHL        | 58  | 10 | 24 | 34 | 50 | 8  | 0 | 4 | 4 | 4 |
| 2015–2016   | St. Cloud State Huskies        | NCAA        | 38  | 0  | 10 | 10 | 18 | —  | — | — | — | — |
| 2016–2017   | St. Cloud State Huskies        | NCAA        | 30  | 4  | 6  | 10 | 10 | —  | — | — | — | — |
| 2017–2018   | St. Cloud State Huskies        | NCAA        | 40  | 5  | 12 | 17 | 15 | —  | — | — | — | — |
| 2018–2019   | St. Cloud State Huskies        | NCAA        | 39  | 1  | 8  | 9  | 50 | —  | — | — | — | — |
|             | Wilkes-Barre/Scranton Penguins | AHL         | 3   | 1  | 1  | 2  | 0  | —  | — | — | — | — |
| 2019–2020   | Wilkes-Barre/Scranton Penguins | AHL         | 59  | 0  | 17 | 17 | 12 | —  | — | — | — | — |
| 2020–2021   | Wilkes-Barre/Scranton Penguins | AHL         | 32  | 3  | 6  | 9  | 23 | —  | — | — | — | — |
| 2021–2022   | Minnesota Wild                 | NHL         | 1   | 0  | 0  | 0  | 2  | —  | — | — | — | — |
|             | Iowa Wild                      | AHL         | 4   | 0  | 1  | 1  | 4  | —  | — | — | — | — |
| NHL totalt  | NHL totalt                     | NHL totalt  | 1   | 0  | 0  | 0  | 2  | —  | — | — | — | — |
| AHL totalt  | AHL totalt                     | AHL totalt  | 98  | 4  | 25 | 29 | 39 | —  | — | — | — | — |
| NCAA totalt | NCAA totalt                    | NCAA totalt | 147 | 10 | 36 | 46 | 93 | —  | — | — | — | — |
| NAHL totalt | NAHL totalt                    | NAHL totalt | 116 | 20 | 39 | 59 | 76 | 12 | 1 | 5 | 6 | 4 |